# Heino Knudsen
Heino Knudsen (født 24. oktober 1979 i Nakskov) er en dansk socialdemokratisk politiker, der fra 1. januar 2018 til 24. september 2024 er regionsrådsformand i Region Sjælland. Herefter tiltræder han som administrerende direktør i Dansk Håndbold.
Tidligere var Heino Knudsen medlem af byrådet i Lolland kommune, hvor han var formand for kultur og fritidsudvalget.
Parlamentarisk karriere:
- Formand for Regionsrådet i Region Sjælland 2018- nu
- Byrådsmedlem og Formand for Fritids- og Kulturudvalget i Lolland kommune 2013-2017

Udvalgsposter:
- Medlem af bestyrelsen i Danske regioner fra 2018 – nu
- Formand for Løn- og Praksisudvalget i Danske Regioner 2022- nu
- Formand for Regionernes Lønnings- og Takstnævn 2022 - nu
- Formand for Udvalget for Miljø og Ressourcer i Danske regioner 2018-2021

Uddannelse: Salgsassistent
Heino Knudsen er søn af maler Bjarne Knudsen og Lis Hage Knudsen. Heino har en datter.Heino Knudsen opstillede til byrådet i Lolland i 2013, som den sidste på den socialdemokratiske liste. Han endte med at komme ind i byrådet med 605 personlige stemmer, og blev valgt med 3. flest stemmer på den socialdemokratiske liste. Han blev valgt til formand for Fritids- og kulturudvalget i byrådsperioden 2014-2017
I 2016 blev han valgt som socialdemokratisk spidskandidat til regionsrådet i Region Sjælland. Ved valget i 2017 gik socialdemokratiet 4,5% frem. Heino Knudsen opnåede flest stemmer af alle kandidater med i alt 23.463 personlige stemmer. Stemmetaller var rekord i personlige stemmer i Region Sjællands historie. Heino satte sig på Regionsrådsformandsposten efter en konstituering med deltagelse af partierne Socialdemokratiet, Dansk folkeparti, Socialistisk Folkeparti og Liberal Alliance
Heino Knudsen opstillede igen til posten som Regionsrådsformand i Region Sjælland ved regionsvalget i november 2021, og blev valgets store stemmesluger med 50.905 personlige stemmer.  Socialdemokratiet gik frem med 3,1% i forhold til valget i 2017.  Heino Knudsen blev genvalgt som regionsrådsformand efter at have indgået en bred konstitueringsaftale bestående af partierne Socialdemokratiet, Venstre, Det konservative folkeparti, Det radikale Venstre, Enhedslisten og Dansk Folkeparti. 
I 2020 startede Heino Knudsen sammen med direktør i Sparekassen Sjælland-Fyn udviklingsinitiativet Sjælland Udviklingsalliance på vegne af Sparekassen og Region Sjælland.
I 2021 udgav Heino Knudsen en kogebog, hvor personligheder fra hans netværk bidrog med deres yndlingsret. Alt overskud fra bogsalget gik til organisationerne Headspace og legeheltene. 